# تاریخچه ژانر علمی تخیلی

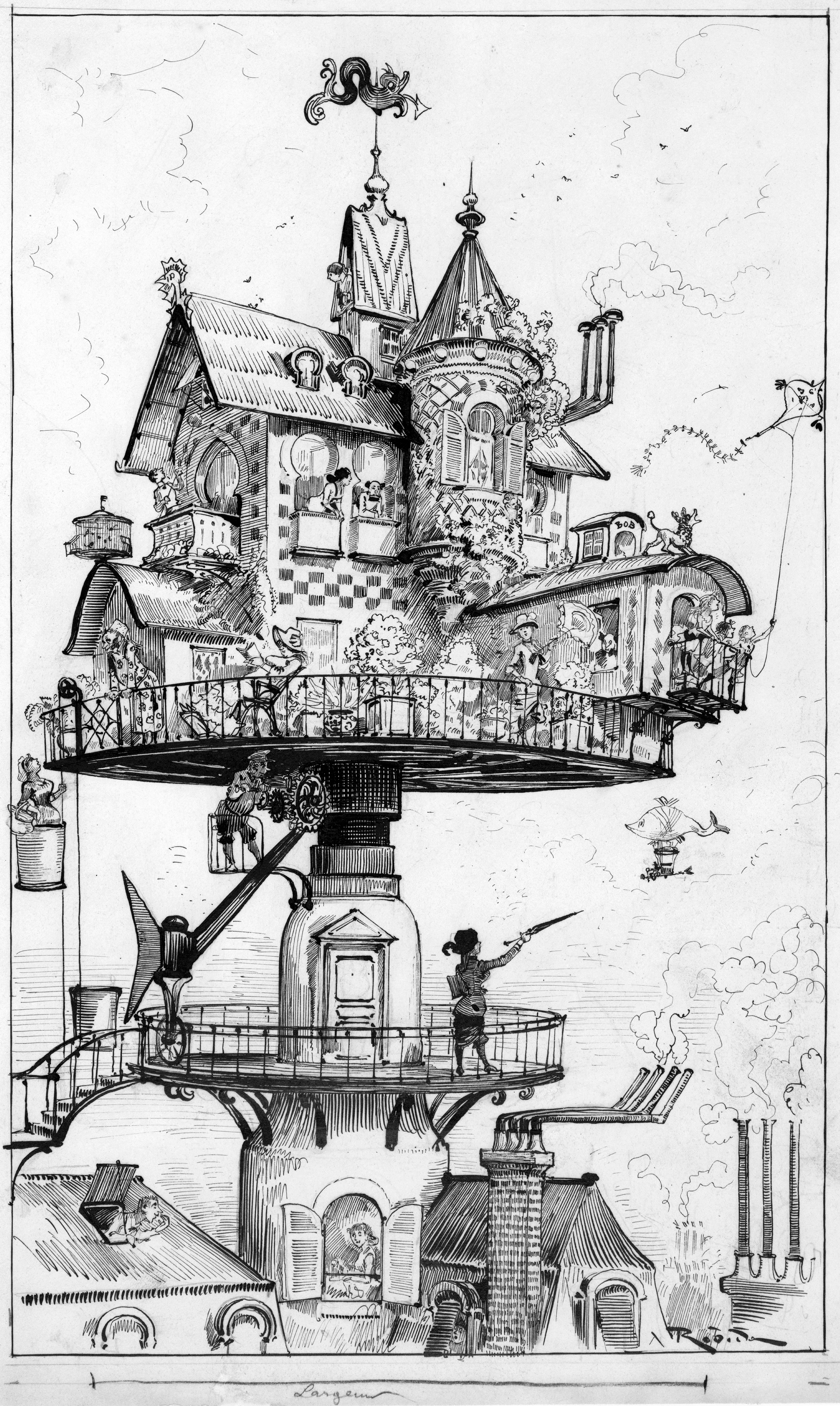
ژانر علمی تخیلی

ژانر علمی- تخیلی بسیار وسیع و متنوع است و ارائه تعریفی دقیق از آن حتی برای صاحب نظران و شیفتگان این سبک هم راحت نیست. این عدم اجماع را می‌توان در مباحث مربوط به تاریخ این ژانر، به ویژه در تعیین ریشه‌های دقیق آن هم دید. دو جریان فکری گسترده وجود دارند که یکی که ریشه‌های این ژانر را در کارهای تخیلی اولیه مانند حماسه سومری گیلگمش (نخستین نسخه‌های متن سومری در حدود ۲۱۵۰–۲۰۰۰ پیش از میلاد) جستجو می‌کند. جریان دوم استدلال می‌کند که داستان‌های علمی-تخیلی حدوداً بین قرن هفدهم و اوایل قرن نوزدهم و تنها بعد از انقلاب علمی و اکتشافات مهم در زمینه‌های گوناگون علمی از جمله نجوم، فیزیک و ریاضیات، امکان ظهور یافته‌اند.
منشأ این ژانر به کنار، داستانهای علمی- خیلی در قرن بیستم محبوب و فراگیر شدند و دلیل آن هم درهم‌تنیدگی علم و اختراعات با در نظر گرفتن زندگی روزمره بود که علاقه افراد به تولیدات ادبی ای که به بررسی رابطه بین فناوری، جامعه و فرد می‌پرداختند را بیشتر می‌کرد. محقق رابرت شولز تاریخ داستان‌های علمی را "تاریخ تغییر نگرش بشر نسبت به فضا و زمان، تاریخ فهم روزافزون ما از جهان و موقعیت گونهٔ ما در جهان "می‌داند. در دهه‌های اخیر، این ژانر متنوع تر شده و تأثیر عمده ای بر فرهنگ‌ها و عقاید در جهانی گذاشته‌است.